# No Angel (Dido)
No Angel è il primo album in studio della cantante britannica Dido, pubblicato il 1º giugno 1999 dalle etichette discografiche Cheeky Records, Arista Records e Sony BMG.
A seguito del campionamento da parte di Eminem di una porzione del singolo Thank You per usarla in Stan, un singolo estratto dal suo album The Marshall Mathers LP, l'album è stato ripubblicato nel tardo 2000 ottenendo un enorme successo commerciale: al 2023, l'album ha venduto oltre 20 milioni di copie nel mondo, risultando nel Regno Unito il ventunesimo album più venduto di sempre e il secondo più venduto degli anni 2000.

## Antefatti
Le registrazioni per l'album di debutto solista di Dido iniziarono nel 1998, dopo che la cantante britannica firmò un contratto con la Arista Records. Dido incise dieci canzoni nuove, e ne prese due già presenti nella sua raccolta di demo, da lei chiamata Odds & Ends, cioè Take My Hand, che sull'album compare nella sua versione originale, e Sweet Eyed Baby che subì un processo di remissaggio diventando Don't Think of Me. Durante il processo di incisione delle tracce fu raggiunto un patto per commercializzare il disco negli Stati Uniti d'America, ma le clausole per la pubblicazione in Europa non erano pronte: è per questo motivo che l'album fu pubblicato dapprima solo in America nel giugno 1999. Prima della pubblicazione ufficiale fu inviato alle radio un "assaggio" dei primi lavori di Dido in formato EP dal titolo The Highbury Fields EP, che conteneva quattro canzoni presenti sull'album, e il brano Worthless, una traccia demo di Dido.

## Promozione
Il primo singolo dell'album, Here with Me fu pubblicato nel maggio 1999 negli Stati Uniti, arrivando alla posizione numero 116 della Billboard Hot 100. Anni dopo sarebbe diventata la sigla del telefilm Roswell. La canzone fu pubblicata nel resto del mondo nel febbraio 2001, piazzandosi nelle prime 10 posizioni in vari paesi, tra cui Austria, Francia, Nuova Zelanda, Regno Unito e Spagna. Il singolo successivo, Don't Think of Me, pubblicato nel febbraio 2000 solo negli Stati Uniti, non ha invece riscosso successo.
Thank You fu pubblicata come terzo singolo (secondo in Europa) il 10 settembre 2000, arrivando alla posizione numero 3 Regno Unito e negli Stati Uniti.
Il quarto singolo Hunter è stato pubblicato il 10 settembre 2001 e ha avuto un successo moderato in Europa e Nuova Zelanda, mentre il quinto e ultimo singolo, All You Want, è stato pubblicato il 10 dicembre 2001.
Altre tracce dell'album furono inserite in programmi televisivi nel corso degli anni; My Life in un episodio di Angel Eyes, Slide in un episodio di Smallville e Honestly OK e Thank You in vari episodi di Popular.

## Accoglienza
| Recensione           | Giudizio |
| -------------------- | -------- |
| AllMusic             |          |
| Entertainment Weekly | B        |
| NME                  |          |
| Slant Magazine       |          |

Q ha inserito No Angel tra i 50 album migliori del 2001. L'album ha vinto nella categoria Best Album ai BRIT Awards del 2002.

## Tracce
1. Here with Me – 4:14 (Dido Armstrong, Pascal Gabriel, Paul Statham)
2. Hunter – 3:57 (Dido Armstrong, Rollo Armstrong)
3. Don't Think of Me – 4:32 (Dido Armstrong, Rollo Armstrong, Paul Herman, Pauline Taylor)
4. My Lover's Gone – 4:27 (Dido Armstrong, Jamie Catto)
5. All You Want – 3:53 (Dido Armstrong, Rollo Armstrong, Paul Herman)
6. Thank You – 3:45 (Dido Armstrong, Paul Herman)
7. Honestly OK – 4:37 (Dido Armstrong, Rollo Armstrong, Matt Benbrook)
8. Slide – 4:53 (Dido Armstrong, Paul Herman)
9. Isobel – 3:54 (Dido Armstrong, Rollo Armstrong)
10. I'm No Angel – 3:55 (Dido Armstrong, Pascal Gabriel, Paul Statham)
11. My Life – 3:09 (Dido Armstrong, Rollo Armstrong, Mark Bates)
12. Take My Hand – 6:42 (Dido Armstrong, Richard Dekkard)

Tracce aggiunte nella versione giapponese
1. Worthless – 7:52 (Dido Armstrong, Ayalah Deborah Bentovim)
2. Me – 2:38

CD bonus della versione internazionale
1. Thank You (Deep Dish Vocal mix) – 9:28
2. Thank You (Skinny mix) – 3:20
3. Here with Me (Chillin' with the Family mix) – 5:16
4. Here with Me (Lukas Burton mix) – 3:58
5. Hunter (Franasios K mix) – 7:04

## Formazione
- Dido – voce, tastiera
- Peter-John Vettese – tastiera addizionale, programmazione addizionale
- Rick Nowels – pianoforte, Fender Rhodes, chitarra acustica, mellotron
- John Themis – chitarra elettrica, percussioni
- Youth – basso
- Geoff Dugmore – batteria, percussioni
- James Sanger – programmazione
- Duncan Bridgeman – tastiera, programmazione
- Rollo – programmazione
- Richie Stevens – batteria addizionale, percussioni addizionali
- Sudha – percussioni
- Aubrey Nunn – basso
- Pascal Gabriel – programmazione
- Sister Bliss – chitarra
- Martin McCorry – chitarra elettrica
- Mark Bates – tastiera, pianoforte, Fender Rhodes, organo Hammond
- James Sanger – programmazione
- Matt Bendbrook – batteria, programmazione
- Paul Statham – tastiera, programmazione
- Dave Randall – chitarra
- Tim Vogt – basso
- Jony Rockstar – programmazione
- Bruce Aisher – tastiera addizionale
- Mal Hyde-Smith – percussioni
- Paul Herman – chitarra, armonica a bocca
- Mark Felton – armonica a bocca
- Aquila, Pauline Taylor, Rachael Brown – cori

## Successo commerciale
No Angel iniziò a riscuotere successo in America dopo che il rapper Eminem remixò la traccia Thank You trasformandola nella hit pop rap Stan. Il 3 giugno 2000 l'album entrò ufficialmente nella Billboard Hot 200, per poi raggiungere la settimana del 13 dicembre 2000 la posizione numero 4. L'album è rimasto 69 settimane in classifica ed è certificato 4 dischi di platino.
No Angel fu uno degli album più venduti in assoluto nel 2001 in tutto il mondo, diventando il più venduto del 2001 nel Regno Unito, il secondo più venduto in Australia, dove è attualmente certificato 6 dischi di platino.

## Classifiche

### Classifiche settimanali
| Classifica (2000-01) | Posizione massima |
| -------------------- | ----------------- |
| Australia            | 1                 |
| Austria              | 1                 |
| Belgio (Fiandre)     | 3                 |
| Belgio (Vallonia)    | 8                 |
| Canada               | 4                 |
| Danimarca            | 2                 |
| Finlandia            | 1                 |
| Francia              | 1                 |
| Germania             | 2                 |
| Grecia               | 1                 |
| Irlanda              | 1                 |
| Italia               | 4                 |
| Norvegia             | 1                 |
| Nuova Zelanda        | 1                 |
| Paesi Bassi          | 3                 |
| Polonia              | 4                 |
| Regno Unito          | 1                 |
| Spagna               | 6                 |
| Stati Uniti          | 4                 |
| Sudafrica            | 10                |
| Svezia               | 2                 |
| Svizzera             | 2                 |
| Ungheria             | 16                |

### Classifiche di fine anno
| Classifica (2000) | Posizione |
| ----------------- | --------- |
| Stati Uniti       | 175       |
| Classifica (2001) | Posizione |
| Australia         | 2         |
| Austria           | 9         |
| Belgio (Fiandre)  | 11        |
| Belgio (Vallonia) | 13        |
| Danimarca         | 5         |
| Francia           | 3         |
| Germania          | 2         |
| Irlanda           | 2         |
| Italia            | 7         |
| Nuova Zelanda     | 2         |
| Paesi Bassi       | 12        |
| Regno Unito       | 1         |
| Stati Uniti       | 17        |
| Svezia            | 15        |
| Svizzera          | 4         |
| Classifica (2002) | Posizione |
| Australia         | 43        |
| Belgio (Fiandre)  | 70        |
| Belgio (Vallonia) | 32        |
| Francia           | 38        |
| Regno Unito       | 27        |
| Classifica (2003) | Posizione |
| Belgio (Fiandre)  | 98        |
| Regno Unito       | 89        |
| Classifica (2004) | Posizione |
| Regno Unito       | 98        |

### Classifiche di fine decennio
| Classifica (2000-09) | Posizione |
| -------------------- | --------- |
| Australia            | 24        |
| Stati Uniti          | 97        |